# Jan Wróbel (polityk)
Jan Józef Wróbel (ur. 22 października 1937 w Dąbrówce w województwie gdańskim) – polski leśnik, urzędnik państwowy, poseł na Sejm X kadencji.

## Życiorys
Ukończył w 1960 studia na Wydziale Leśnym Wyższej Szkole Rolniczej w Poznaniu. Na tej samej uczelni w 1979 uzyskał stopień naukowy doktora nauk leśnych.
W latach 60. pracował w okręgowym zarządzie Lasów Państwowych w Gdańsku, był w tym okresie też nadleśniczym Nadleśnictwa Choczewo. Od 1967 do 1980 zajmował stanowisko dyrektora Słowińskiego Parku Narodowego. Później do 1988 pełnił tę samą funkcję w Kampinoskim Parku Narodowym. Był dyrektorem Krajowego Zarządu Parków Narodowych.
Od 1965 do rozwiązania należał do Polskiej Zjednoczonej Partii Robotniczej, był członkiem Komitetu Wojewódzkiego PZPR w Warszawie. W 1989 uzyskał mandat posła na Sejm kontraktowy, został wybrany w okręgu wolskim. Przystąpił do Polskiej Unii Socjaldemokratycznej i jej Poselskiego Klubu Pracy, zasiadał w Komisji Ochrony Środowiska, Zasobów Naturalnych i Leśnictwa i w Komisji Nadzwyczajnej do rozpatrzenia projektów ustaw związanych ze stabilizacją gospodarczą oraz ze zmianami systemowymi w gospodarce. W 1993 bez powodzenia kandydował do parlamentu z listy Polskiego Stronnictwa Ludowego.
W latach 1993–1998 był dyrektorem departamentu w Ministerstwie Ochrony Środowiska, Zasobów Naturalnych i Leśnictwa. Powrócił do tego resortu w 2001, był doradcą ministra środowiska, a od 2002 do 2006 dyrektorem Departamentu Ochrony Przyrody.
Odznaczony Krzyżem Kawalerskim Orderu Odrodzenia Polski i Odznaką honorowa „Za Zasługi dla Warszawy”. Działa w Polskim Związku Łowieckim. Od 1960 przez około czterdzieści lat był członkiem władz lokalnych i wojewódzkich Ligi Ochrony Przyrody.